# خلیج ناخودکا

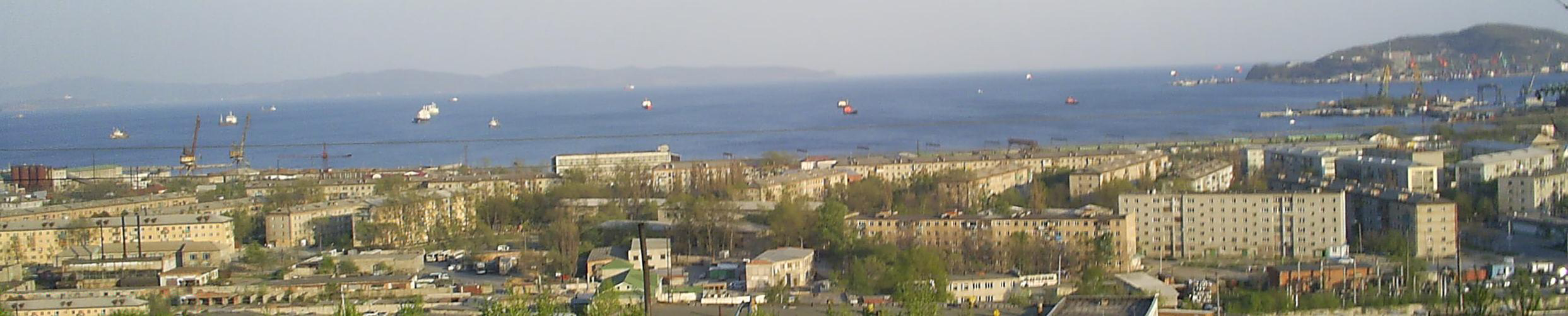

خلیج ناخودکا (به روسی: зали́в Нахо́дка)، خلیجی از خلیج پتر کبیر دریای ژاپن است که بندر ناخودکا بر روی آن قرار دارد. بخشی از سرزمین پریمورسکی روسیه است. جزیره لیسی از این خلیج در برابر امواج دریا محافظت می‌کند. کلمه ناخودکا در زبان روسی به معنای «(خوش شانس) یافتن، کشف» است.
این خلیج یکی از بزرگ‌ترین اتصالات حمل و نقل در خاور دور روسیه است. ترافیک کشتی در اینجا بسیار فشرده است. این خلیج دارای چهار بندر و چهار یارد تعمیر کشتی است. این بندر دارای ارزش اساسی برای کشتی‌های شرکت‌های کشتیرانی و پایگاه ماهیگیری دریایی است.